# Aleurocanthus cheni
Aleurocanthus cheni là một loài côn trùng cánh nửa trong họ Aleyrodidae, phân họ Aleyrodinae.
Aleurocanthus cheni được Young miêu tả khoa học đầu tiên năm 1942.